# 上柳昌彦のベストヒットサンデー
上柳昌彦のベストヒットサンデー（うえやなぎまさひこのベストヒットサンデー）は、1990年10月から1992年3月末までニッポン放送で毎週日曜9:00-13:00に放送されていた音楽番組。
1989年10月15日から1990年10月7日まで放送されていた『高杢禎彦のサンデーヒットパラダイス』の9時から12時の放送枠と、12時から放送されていた『日曜競馬ニッポン』の12時台の枠を統合して、新しい日曜日の午前中のラジオの音楽番組として再出発。
しかし、1992年3月末をもって番組は終了となり、この時間帯はタレントの三宅裕司がパーソナリティを務めるワイド番組が2022年月現在まで続くことになる。（詳細は『ニッポン放送日曜午前三宅裕司の朝ワイド番組』を参照。）

## パーソナリティー
- 上柳昌彦
- 村上まゆこ（アシスタント）

| ニッポン放送 日曜 9:00 - 12:00       | ニッポン放送 日曜 9:00 - 12:00  | ニッポン放送 日曜 9:00 - 12:00          |
| 前番組                               | 番組名                          | 次番組                                  |
| ------------------------------------ | ------------------------------- | --------------------------------------- |
| 高杢禎彦の サンデーヒットパラダイス  | 上柳昌彦の ベストヒットサンデー | 裕司と雅子の ガバッといただき!!ベスト30 |
| ニッポン放送 日曜 12:00 - 13:00      |                                 |                                         |
| 日曜競馬ニッポン （13:00開始に変更） | 上柳昌彦の ベストヒットサンデー | 裕司と雅子の ガバッといただき!!ベスト30 |

| スタブアイコン | サブスタブ | この項目は、まだ閲覧者の調べものの参照としては役立たない、ラジオ番組に関連した書きかけの項目です。この項目を加筆・訂正などしてくださる協力者を求めています（P:ラジオ/PJ:放送番組）。 |